# بيلي توماس
بيلي توماس (بالإنجليزية: Billy Thomas)‏ هو لاعب كرة قدم أسترالية أسترالي، ولد في 20 فبراير 1902 في North Fremantle, Western Australia ‏ في أستراليا، وتوفي في 28 أبريل 1968 في بيرث الجنوبية ‏ في أستراليا.

## وصلات خارجية
- بيلي توماس على موقع AustralianFootball.com (الإنجليزية)